# Pagudpud
Pagudpud est une municipalité de la province d’Ilocos Norte, aux Philippines.